# Diecezja Solwezi
Diecezja Solwezi – diecezja rzymskokatolicka w Zambii. Powstała w 1959 jako apostolska prefektura. Diecezja od 1976.

## Biskupi ordynariusze
- Biskupi
  - Bp Charles Kasonde (od 2010)
  - Bp Alick Banda (2007.05.30 – 2010)
  - Bp Noel Charles O’Regan, S.M.A. (Administrator 2004 – 2007)
  - Bp Noel Charles O’Regan, S.M.A. (1995 – 2004)
  - Bp Noel Charles O’Regan, S.M.A. (Administrator Apostolski 1994 – 1995)
  - Bp Severinah Abdon Potani, O.F.M. Conv. (1976 – 1993)
- Prefekci apostolscy
  - Bp Severinah Abdon Potani, O.F.M. Conv. (Administrator 1970 – 1976)
  - O. Anselm Myers, O.F.M. Conv. (1969 – 1970.06.09)
  - O. Rupert Hillerich, O.F.M. Conv. (1959 – 1969)